# Rio, I Love You
Série Cities of Love
New York, I Love You
(2008) Tbilisi, I Love You
(2014)
Pour plus de détails, voir Fiche technique et Distribution.
Rio, I Love You (en portugais : Rio, Eu Te Amo) est un film à sketches brésilien sorti en 2014 mettant en vedette une distribution d'acteurs de différentes nationalités. Les différents réalisateurs sont les Brésiliens Carlos Saldanha, José Padilha, Andrucha Waddington et Fernando Meirelles, la Libanaise Nadine Labaki, le Mexicain Guillermo Arriaga, l'Australien Stephan Elliott, l'Italien Paolo Sorrentino, l'Américain John Turturro et le Sud-Coréen Im Sang-soo. Le Brésilien Vicente Amorim signe les séquences de transition et l'Uruguayen César Charlone qui coréalise le segment "A Musa" n'est pas crédité.
Le film est le troisième de la franchise Cities of Love créée et produite par Emmanuel Benbihy et fait suite à Paris, je t'aime (2006) et à New York, I Love You (2009).

## Les segments
Chacun des dix segments raconte une petite histoire qui se déroule dans un quartier de la ville, et l'ensemble forme un film complet.

### Transition
- Réalisation : Vicente Amorim
- Scénario :
- Distribution :

### Texas
- Réalisation : Guillermo Arriaga
- Scénario : Guillermo Arriaga
- Distribution : Jason Isaacs, Laura Neiva, Land Vieira, Henrique Pires
- Synopsis : dans le quartier historique de Santa Teresa, un boxeur perd un bras, mais doit se battre à nouveau pour payer le traitement de sa femme.

### Acho que Estou Apaixonado
- Réalisation : Stephan Elliott
- Scénario : Stephan Elliott
- Distribution : Ryan Kwanten, Marcelo Serrado

### O Vampiro do Rio
- Réalisation : Im Sang-soo
- Scénario : Im Sang-soo
- Distribution : Roberta Rodrigues, Tonico Pereira

### O Milagre
- Réalisation : Nadine Labaki
- Scénario : Nadine Labaki, Rodney El Haddad
- Distribution : Harvey Keitel, Nadine Labaki, Cauã Antunes, Tonico Pereira

### A Musa
- Réalisation : Fernando Meirelles
- Scénario : Antonio Prata, Chico Mattoso
- Distribution : Vincent Cassel, Débora Nascimento
- Synopsis : plusieurs histoires d'amour naissent sous les regards des habitués de la promenade le long de la plage de Copacabana.

### Inútil Paisagem
- Réalisation : José Padilha
- Scénario : Otavio Leonidio
- Distribution : Wagner Moura, Cléo Pires, Caio Junqueira

### Pas de Deux
- Réalisation : Carlos Saldanha
- Scénario : Elena Soarez
- Distribution : Rodrigo Santoro, Bruna Linzmeyer

### La Fortuna
- Réalisation : Paolo Sorrentino
- Scénario : Paolo Sorrentino
- Distribution : Emily Mortimer, Basil Hoffman

### Quando não há Mais Amor
- Réalisation : John Turturro
- Scénario : John Turturro
- Distribution : John Turturro, Vanessa Paradis, Camila Pitanga

### Dona Fulana
- Réalisation : Andrucha Waddington
- Scénario : Andrucha Waddington, Mauricio Zacharia
- Distribution : Fernanda Montenegro, Regina Casé, Stepan Nercessian, Hugo Carvana, Eduardo Sterblitch, Sandro Rocha
- Synopsis : dans les rues du centre de la ville, une femme sans-abri découvre l'amour de son petit-fils.

## Distribution (totalité)
- Basil Hoffman : James (unent "La Fortuna")
- Emily Mortimer : Dorothy (segment "La Fortuna")
- Rodrigo Santoro : lui (segment "Pas de Deux")
- Bruna Linzmeyer : elle (segment "Pas de Deux")
- Nadine Labaki : elle-même (segment "O Milagre")
- Harvey Keitel : l'acteur (segment "O Milagre")
- Cláudia Abreu : Felícia (transitions)
- Fernanda Montenegro : Dona Fulana (segment "Dona Fulana")
- Eduardo Sterblitch : Leandro (segment "Dona Fulana")
- Hugo Carvana : Manoel (segment "Dona Fulana")
- Michel Melamed : le chauffeur de taxi (transitions)
- Vincent Cassel : Zé (segment "A Musa")
- Marcio Garcia : Pit Boy (segment "A Musa")
- Marcelo Serrado : Célio (segment "Acho que Estou Apaixonado")
- Ryan Kwanten : Jai Arnott (segment "Acho que Estou Apaixonado")
- Bebel Gilberto : Cupidon (segment "Acho que Estou Apaixonado")
- John Turturro : l'homme (segment "Quando não há Mais Amor")
- Vanessa Paradis : la femme (segment "Quando não há Mais Amor")
- Land Vieira : Texas (segment "Texas")
- Laura Neiva : Maria (segment "Texas")
- Jason Isaacs : le "Gringo" (segment "Texas")
- Wagner Moura : Gui (segment "Inútil Paisagem")
- Roberta Rodrigues : Isabel (segment "O Vampiro do Rio")
- Tonico Pereira : Fernando (segment "O Vampiro do Rio")
- Cassi Abranches : la danseuse (segment "Pas de Deux")
- Diogo de Lima : le danseur (segment "Pas de Deux")
- Cléo Pires : Clara (segment "Inútil Paisagem")
- Caio Junqueira : David (segment "Inútil Paisagem")
- Cauã Antunes : João (segment "O Milagre")
- Débora Nascimento : la muse (transitions)
- Paulo Campani : le médecin (segment "La Fortuna")
- Stepan Nercessian : le portier (segment "Dona Fulana")
- Xando Graça : le livreur de journaux (segment "Dona Fulana")
- Regina Casé : Judite (segment "Dona Fulana")
- Sandro Rocha : le policier (segment "Dona Fulana")
- Laís Corrêa : la femme dans le bus
- Lucas Mendes : le Playboy
- Jéssica Barbosa : Jéssica
- Priscila Assum : Courtière immobilier (segment "A Musa")
- Luiza Cesar : étudiant
- Paulo Verling : étudiant en anglais (as Paulo Verlings)
- William Vorhees : William
- Henrique Pires : Braulio (segment "Texas")
- Marcio Rosario : Walter (segment "Texas")
- Fellipe Barbosa : Client
- Daniel Weibel : un homme au bar
- Roney Villela : le cuisinier
- João Wlamir : le metteur en scène
- Morena Clara : la fillette au cerf-volant
- Sergio Kato : (segment "Inútil Paisagem") (non crédité)